# Atracció
L'atracció és el sentiment de proximitat i interès entre persones que porta a començar una relació amorosa, d'amistat o d'admiració. En psicologia social s'estudien els factors que poden provocar atracció, que són:
- aspecte físic considerat bell
- efecte d'exposició[1] (el contacte reiterat amb una persona pot fer sorgir l'atracció)
- similaritat (es jutja que la persona té un origen semblant, uns mateixos valors o aficions i que això pot portar a la compatibilitat)
- personalitat oberta, agradable i amb optimisme
- bon ús de les habilitats socials[2]
- complementarietat (es busca allò que hom no té)
- recompenses psicològiques
- reciprocitat (és més probable que agradi una persona a la qual hom agrada)[3]